# Селско първенство
Селското първенство е български футболен турнир, организиран е от Българската федерация по футбол (БФФ) през 1950 година. В него участват всички селски футболни клубове в страната. Провежда се ежегодно до 1979 г., а след това на три години в рамките на провежданата Републиканска селска спартакиада. Отначало се излъчват окръжни първенци в осемте регионални групи (Варна, Бургас, Ловеч, Монтана, Пловдив, Русе, София и Хасково), които чрез елиминиране в две срещи при разменено гостуване определят четири отбора-финалисти. Финалистите играят по време на Спартакиадата по системата „всеки срещу всеки“ по един мач за излъчване на победителя. При равенство се дават две продължения по 15 минути, а при ново равенство се изпълняват дузпи до излъчване на победител, който получава златните медали и званието „Републикански селски шампион“.

## Републикански селски шампиони
- 1950 – Владислав (Джулюница)
- 1951 – Урожай (Пордим)
- 1952 – Ботев (Бобошево)
- 1953 – Урожай (Пордим)
- 1954 – Урожай (Ново село)
- 1955 – Петър Бонев (Перущица)
- 1956 – Бачи Цеко (Хайредин)
- 1957 – Спартак (Койнаре)
- 1958 – Тимок (Брегово)
- 1959 – Космос (Куртово Конаре)
- 1960 – Осъм (Българене)
- 1961 – Осъм (Българене)
- 1962 – Спартак (Койнаре)
- 1963 – Спартак (Койнаре)
- 1964 – Гигант (Белене)
- 1965 – Свобода (Милковица)
- 1966 – Спартак (Койнаре)
- 1967 – Житен клас (Житница)
- 1968 – Ботев (Гълъбово)
- 1969 – Спартак (Койнаре)
- 1970 – Левски (Коньово)
- 1971 – Спартак (Койнаре)
- 1972 – Тракийска слава (Калояново)
- 1973 – Левски (Коньово)
- 1974 – Спартак (Койнаре)
- 1975 – Веселиново (Веселиново)
- 1976 – Веселиново (Веселиново)
- 1977 – Левски (Коньово)
- 1978 – Тракия (Царимир)
- 1979 – Тракия (Царимир)
- 1982 – Галата (Галата)
- 1984 – Житен клас (Житница)

...
- 1991 - Възход (Хитрино)
- 1992 - Сокол (Обручище)

....
- 2006 – Бачи Цеко (Хайредин)[1]